# Ilie Mocanu (scriitor)
Ilie Mocanu, uneori și I. Mocanu, pe numele real Mihai Ilie, (n. 14 septembrie 1929, Chiajna, județul Ilfov – d. 1981, București) a fost un general român de securitate, care a publicat mai multe cărți de ficțiune și non-ficțiune pe teme de spionaj și contraspionaj.

## Biografie
S-a născut în localitatea Chiajna, aflată azi în județul Ilfov, primind la naștere numele Mihai Ilie. A fost elev la Școala nr. 6 a Direcției Generale a Securității Poporului (1950-1951), după care a fost înaintat la gradul de sublocotenent și numit în Direcția 1 Informații externe ca locțiitor șef birou (1951-1952). A fost avansat locotenent în 1952 și numit șef al Serviciului 4 (Spionaj francez și italian) în cadrul aceleiași direcții (1952-1953). În calitate de ofițer de securitate, a fost implicat, împreună cu consilierii sovietici ai KGB-ului, în fabricarea de dosare unor reprezentanți ai Vaticanului, în care aceștia erau acuzați că ar fi construit o rețea de spionaj în România.
În anul 1953 a fost înaintat la gradul de locotenent-major și apoi, în același an, a fost prmovat căpitan și transferat în Direcția a II-a - contraspionaj a Securității, mai întâi ca șef al Serviciului 4 (1953-1956), apoi locțiitor al șefului Direcției a II-a (1956-1957). În anii 1957-1958 a urmat un curs de specializare organizat la Moscova de Școala Superioară din cadrul Comitetului Securității Statului al URSS, absolvindu-l ca șef de grupă. A fost înaintat la gradul de maior în 1957 pe când se afla la Moscova. După absolvirea studiilor de pregătire s-a întors în România, unde și-a reluat postul de locțiitor al șefului Direcției a II-a (1958-1960).
Maiorul Mihai Ilie a fost transferat în 1960 în Direcția I - Informații Externe, lucrând pe posturile de locțiitor al șefului direcției operative (1960-1963), locțiitor al șefului direcției generale (1963-1969) și șef al grupului operativ extern (1969-1971). A fost înaintat la gradele de locotenent-colonel (1962), colonel (1964) și general-maior (1968). În calitate de ofițer de securitate, însărcinat cu activitățile operative, a răspuns de țările de limbă engleză și a coordonat toate operațiunile importante împotriva SUA și a Marii Britanii, conducând rezidența de spionaj de la Londra.
Potrivit memoriilor generalului Ion Mihai Pacepa, colonelul Ilie suferea pe la mijlocul anilor 1960 de un diabet avansat, iar medicii afirmau că nu mai are mai mult de doi ani de trăit. El a fost trimis ca șef al rezidenței de spionaj din Paris pentru a beneficia de tratament medical francez, cu acoperirea de prim-consilier al Ambasadei României la Paris. Acolo a colaborat cu adjunctul său, locotenent-colonelul (ulterior colonel) Mihai Caraman, la obținerea de informații secrete din cadrul NATO, recrutând doi funcționari importanți ai organizației ce au furnizat zeci de mii de documente militare secrete, care au fost transportate direct la Moscova. Echipa pe care o conducea a obținut informații și de la UNESCO. La sfârșitul anului 1966 generalul Ilie a fost retras din funcția de șef al rezidenței române de spionaj de la Paris, fiind înlocuit cu Mihai Caraman care se afla deja acolo. A continuat să se ocupe de activitatea rezidenței până în 1969, când ofițerul Ion Iacobescu, care lucra la Paris sub acoperire UNESCO, a fugit în SUA.
Nicolae Ceaușescu l-a numit în 1971 pe generalul Ilie ca șef al Serviciului „D” (Dezinformare), cu gradul de general-maior, și a ordonat DIE să-i plătească medicamentele și tratamentul medical din străinătate. Serviciul „D” se ocupa cu dezinformarea serviciilor de spionaj străine prin lansarea unor informații false în opinia publică, precum și pentru a influența anumite decizii cu caracter economic sau politic. În anii 1975-1976 generalul Ilie a coordonat activitatea de urmărire informativă și de influențare a savantului Mircea Eliade pentru a-l folosi în scopuri propagandistice. Generalul Ilie lucra doar patru ore pe zi, din cauza diabetului și a unei angine pectorale avansate de care suferea, dar, potrivit lui Pacepa, „prezența sa la conducerea Serviciului de Dezinformare i-a sporit evident eficiența”. „Eficiența lui Ilie era proverbială în rândurile puținilor oameni care știau adevărata lui misiune”, a afirmat Pacepa. Generalul Ilie a fost trecut în rezervă la 22 aprilie 1977.
Începând din anii 1970, generalul Mihai Ilie a scris mai multe cărți de ficțiune și non-ficțiune pe teme de spionaj și contraspionaj, sub pseudonimele I. Mocanu sau Ilie Mocanu.
Numele său figurează în lista ofițerilor și subofițerilor de securitate care au desfășurat activități de poliție politică, comunicată de CNSAS la 19 mai 2004. La acel moment era decedat.

## Controverse
Pacepa a scris în lucrarea memorialistică Orizonturi roșii că Ilie ar fi recrutat la Paris un scriitor și emigrant român anticomunist de vază, cu numele conspirativ „Ovidiu”, care ar fi publicat o carte în Occident, în care a descris într-un mod impresionant „gulagul” românesc. „Eu l-am ajutat s-o scrie [...]. Acum, „Ovidiu” a devenit un fel de Soljenițîn român. Pare un anticomunist înrăit, autentic. Conservatorii și scepticii au încredere în cuvintele lui mai mult decât în ale oricărui altuia [...]. Acum îl voi face să afirme numai una dintre ideile Tovarășului — că România este independentă în cadrul blocului sovietic”, i s-ar fi lăudat Ilie în 1978. Deși Pacepa nu afirmă direct acest lucru, se sugerează că „Ovidiu” ar fi Paul Goma, iar cartea respectivă ar fi Gherla. Generalul Ilie nu mai lucra însă în Securitate din 1977.

## Idei politice
Generalul Mihai Ilie și-a publicat ideile sale politice în cărțile de ficțiune și non-ficțiune scrise în anii 1970. Astfel, în volumul Rețeaua cenușie (1978), el îi cataloghează pe cei care voiau să fugă din România, în timpul regimului comunist, ca oameni „descompuși moral”, „elemente instabile din punct de vedere politic, aventuriste, lipsite de demnitate națională, atrase de mirajul vitrinelor din marile orașe capitaliste”. El făcea cunoscut cititorilor că fugarii din țară erau internați în lagărele de tranzit din țările occidentale, unde erau anchetați de ofițeri ai serviciilor de informații și supuși unei propagande antinaționale, fiind șantajați să devină agenți de spionaj în beneficiul statelor străine.

## Distincții
- Ordinul „Pentru servicii deosebite aduse în apărarea orînduirii sociale și de stat” clasa a III-a (12 august 1959) „pentru contribuția activă la întărirea regimului democrat-popular”[16]
- Ordinul „Tudor Vladimirescu” clasa a IV-a (25 decembrie 1967) „pentru merite deosebite în opera de construire a socialismului, cu prilejul celei de-a XX-a aniversări a proclamării Republicii”[17]

## Cărți publicate
- De la FHO la BND (Editura MAI, București, 1975)
- Însemnări despre spionajul tehnico-economic (1975)
- Moartea sorei Agatha (col. Scorpionul, Ed. Dacia, Cluj, 1976) - povestiri
- Acțiunea „Troia” (Ed. Dacia, Cluj, 1977) - roman
- Sfârșitul rețelei „Iason” (Ed. Dacia, Cluj, 1978) - roman
- Rețeaua cenușie (Ed. Politică, București, 1978)
- Întoarcerea (Ed. Dacia, Cluj, 1980) - roman
- Un front invizibil: însemnări (Ed. Politică, București, 1983)